# 212

## Evenimente
- Caracalla emite edictul Constitutio Antoniniana.
- Edessa din Mesopotamia devine o provincie romană.

## Nașteri
- dată necunoscută: Quintillus  (d. 270)

## Decese
- Papinian, jurist roman (n. 142)